# Municipal Valencia
El Fútbol Club Municipal Valencia fue un club de fútbol que jugó en la Liga de Ascenso de Honduras. El equipo fue fundado en el año 2002 y en el año 2004 ascendió a la Primera División de Honduras, pero en el año 2006 vendió su categoría al Hispano Fútbol Club y regresó a la Liga de Ascenso de Honduras, donde jugó hasta el Clausura 2017.
El Municipal Valencia fue creado por Jorge Jiménez, jugaba sus partidos locales en el Estadio Fausto Flores Lagos de la ciudad de Choluteca. Este estadio cuenta con capacidad para 5000 espectadores. Los colores principales del club son el naranja, el blanco y el negro.
Además es filial del Club Deportivo Motagua, club que juega en la Liga Nacional de Fútbol de Honduras (Primera División).

## Historia

### Fundación
El Fútbol Club Municipal Valencia se fundó en la ciudad de Tegucigalpa en el año 2002, los colores establecidos para identificar al club fueron: el naranja, el blanco y el negro. El caballo es la mascota oficial del club por lo que se le conoce como Los Potros. A lo largo de su historia, el club ha logrado conseguir un título y fue en el año 2004 cuando ganó la Liga de Ascenso de Honduras y ascendió a la Primera División de Honduras.

### Ascenso a laPrimera División de Honduras
El ascenso del Club Municipal Valencia a la Primera División de Honduras fue conseguido en el torneo 2003-2004 de la Liga de Ascenso de Honduras. Su mejor puesto en la Primera División de Honduras fue el tercer lugar en el Torneo Clausura 2005-2006, y su peor puesto fue en el Torneo Apertura 2005-2006, cuando el club terminó en el octavo lugar y descendió a la Liga de Ascenso de Honduras tras vender su categoría al Hispano Fútbol Club por 3 millones de lempiras.

#### Partidos disputados en Primera División
- Valencia 1 vs 1 Vida
- Valencia 0 vs 2 Real C. D. España
- Valencia 1 vs 2 Victoria
- Valencia 1 vs 0 Hispano
- Valencia 2 vs 1 Universidad
- Valencia 1 vs 2 Olimpia
- Valencia 1 vs 0 Marathón
- Valencia 0 vs 1 Motagua
- Valencia 0 vs 1 Platense
- Valencia 0 vs 0 Vida
- Valencia 1 vs 0 Real C. D. España
- Valencia 0 vs 0 Victoria
- Valencia 3 vs 2 Hispano
- Valencia 3 vs 0 Universidad
- Valencia 2 vs 0 Platense
- Valencia 0 vs 1 Olimpia
- Valencia 2 vs 0 Marathón
- Valencia 2 vs 0 Motagua
- Valencia 1 vs 1 Victoria - Semifinales
- Valencia 0 vs 3 Victoria - Semifinales

### Descenso
El descenso del Municipal Valencia se debió a que el club no podía sostenerse económicamente, por lo que en el Torneo Clausura 2006 vendió su categoría al Hispano Fútbol Club por tres millones de lempiras. La mayoría de sus jugadores fueron traspasados al Hispano Fútbol Club al igual que su entrenador, Edwin Pavón. Entre los jugadores estaban Luis Rodas, Kerpo Gabriel de León, Gilberto Santos, "Tuché", Marco Mejía, Henry Jiménez, Johnny Galdámez, Gerson Amaral, Rigoberto Padilla y Roy Posas.

## Estadio
El Estadio Fausto Flores Lagos es un estadio multiusos ubicado en la ciudad de Choluteca en Honduras. Actualmente es el campo local del Municipal Valencia en la Liga de Ascenso de Honduras. El estadio tiene una capacidad para 5500 espectadores.
- Nombre: Estadio Municipal Fausto Flores Lagos.
- Ubicación: Choluteca, Honduras.
- Inauguración: 1980.
- Capacidad: 5500 espectadores.
- Superficie: Césped natural.
- Dimensiones: 105 x 75 m.
- Propietario: Municipalidad de Choluteca.
- Equipo Local: Municipal Valencia.

## Uniforme
- Uniforme titular: Camiseta anaranjada con una raya negra a los costados, pantalón anaranjado, medias anaranjadas.
- Uniforme alternativo: Camiseta blanca con una raya naranja a los costados, pantalón anaranjado, medias anaranjadas.

## Jugadores

### Jugadores notables
- Melvin Valladares
- Nery Medina
- Johnny Leverón
- Rigoberto Padilla
- Luis Rodas
- Esdras Padilla
- Marco Mejía
- Henry Jiménez
- Johnny Galdámez
- Gerson Amaral
- Roy Posas
- Gilberto Santos
- Kerpo Gabriel de León
- Mariano Echeverría

## Palmarés

### Torneos nacionales
- Liga de Ascenso de Honduras (1): Clausura 2004.

- Datos: Q2126960